# Auguste Charpentier

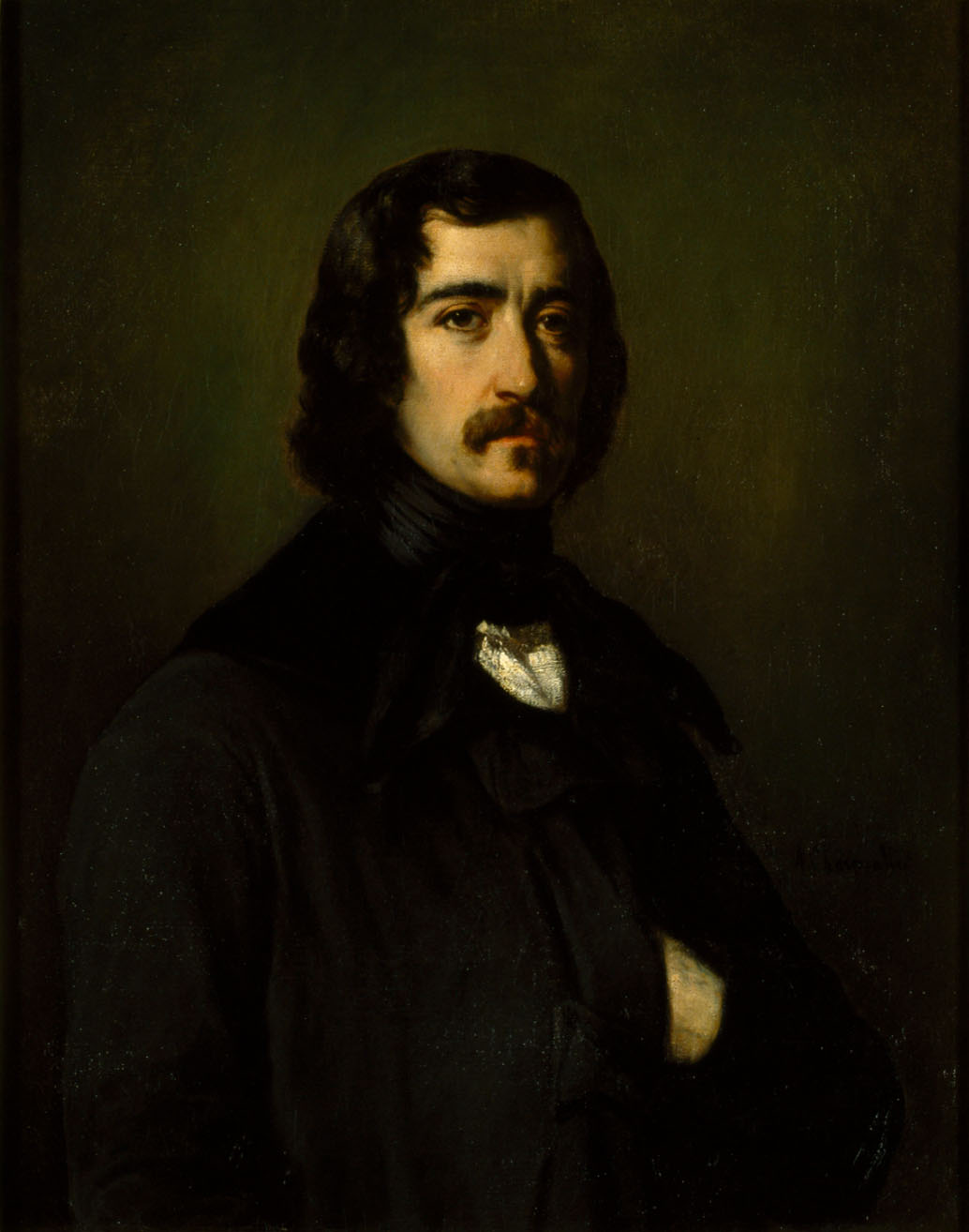
Selbstportrait

Auguste Charpentier (geboren als Philippe Auguste Cazier-Charpentier am 29. Januar 1813 in Paris; gestorben am 15. Mai 1880 in Paris) war ein französischer Maler, Graveur und Zeichner.

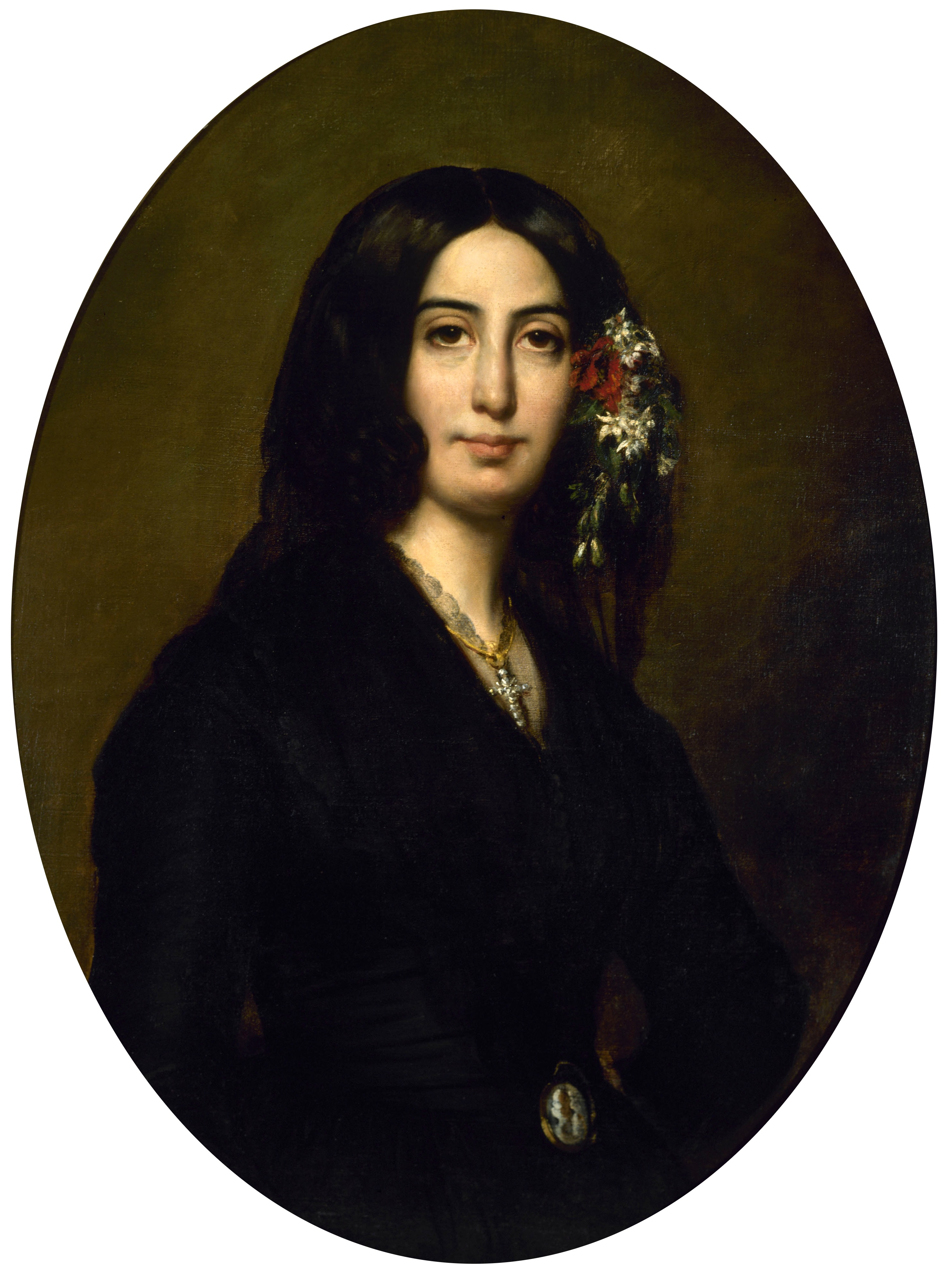
Porträt der George Sand, 1838

## Biografie
Auguste Charpentier studierte unter der Leitung von Jean-Auguste-Dominique Ingres und François Gérard an der École des beaux-arts de Paris. Er stellte erstmalig 1833 im Salon de Paris aus. Er wurde schnell als Porträtmaler bekannt und malte zahlreiche Berühmtheiten des Second Empire, wie George Sand, Rachel, Narcisse Díaz de la Peña, Alexandre Dumas oder die Schauspielerin Marie Delaporte. Zudem malte er italienische Landschaften und religiösen Szenen.

## Bilder in öffentlichen Sammlungen
- Caen, Musée des Beaux-Arts:

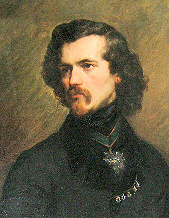
Porträt von Lottin de Laval (1840), Musée des beaux-arts de Bernay.

  - Italienischer Hirte, Öl auf Leinwand (Werk verschollen)[3].
  - Kurtisane, Öl auf Leinwand.
- Dole, Musée des Beaux-Arts: Porträt von Joseph Lyard, Öl auf Leinwand[4].
- Grand’Combe-Châteleu, Kirche Saint-Joseph: Sainte-Madeleine, Öl auf Leinwand.
- Paris, Saint-Roch, Gruppe von zehn Gemälden:
  - Die Beerdigung, 1833, Öl auf Leinwand;
  - Die Auferstehung, Öl auf Leinwand;
  - Die heiligen Frauen am Grab, Öl auf Leinwand;
  - Das göttliche Gesetz, Öl auf Leinwand;
  - Die Unschuld, Öl auf Leinwand;
  - Die Letzte Ölung, Öl auf Leinwand;
  - Die Kraft, Öl auf Leinwand;
  - Die Weisheit, Öl auf Leinwand;
  - Die Nächstenliebe, Öl auf Leinwand;
  - Die Religion, Öl auf Leinwand.
- Paris, Musée de la Vie romantique: Portrait von George Sand, 1838, Öl auf Leinwand –  George Sand und ihre Freunde in Nohan
- Musée des beaux-arts de Rouen: Porträt des Bocage, Schauspieler, vor 1862, Öl auf Leinwand[5].
- Musée de Vendôme: Porträt von Charles Mansui, Druckgrafik[6].
- Musée national des châteaux de Versailles et de Trianon: Narcisse Díaz de la Peña, 1849, Öl auf Leinwand[7].
- Musée des Beaux-Arts de Bernay, Porträt von Pierre-Victorien Lottin de Laval, Öl auf Leinwand.
- Le Musée – Arts & Figures des Pyrénées centrales, Saint-Gaudens: Armand Marrast, Öl auf Leinwand[8].

## Werke, die im Salon gezeigt wurden
- 1837: Pâtre, souvenir d'Italie.
- 1839: Porträt von George Sand[9].